# 다토 마르사기슈빌리
다토 마르사기슈빌리(조지아어: დათო მარსაგიშვილი, 1991년 3월 10일~)는 조지아의 레슬링 선수이다. 2012년 하계 올림픽에서 남자 자유형 미들급 동메달을 획득했으며, 세계 선수권 대회에서 동메달 1개를 획득했다.

## 경력
마르사기슈빌리는 므츠헤타므티아네티주 스테판츠민다에서 태어났으며, 아버지인 레반 마르사기슈빌리의 지도로 1997년에 레슬링에 입문했다. 중학생때 부터 레슬링에 두각을 나타낸 마르사기슈빌리는 2007년에 조지아 청소년 국가대표가 되었다.
2010년에 조지아 국가대표가 되었다. 이듬해인 2012년 3월 베오그라드에서 열린 유럽 선수권 대회에서 첫 성인 국제 대회 금메달을 획득했으며, 같은 해에 런던에서 열린 2012년 하계 올림픽에 조지아 국가대표로 참가했다. 몽골의 오르고덜링 우이투멩을 꺾었으나 푸에르토리코의 하이메 에스피날에게 패했다. 에스피날에게 패한 마르사기슈빌리는 패자부활전에서 나이지리아의 앤드루 아디보 딕, 벨라루스의 사슬란 하치예우를 꺾고 동메달을 목에 걸었다.